# Shakarbura
Shakarbura é um dos símbolos do Novruz, a mais antiga festa dos azeris, que significa "O novo dia", ou seja, uma nova colheita, normalmente celebrada no equinócio de Março, quando termina o inverno. 
Para fazer os shakarbura, aquece-se leite até ficar morno para dissolver levedura, mistura-se com farinha, ovos inteiros e manteiga derretida até formar uma bola, que se deixa a levedar pelo menos uma hora. Estende-se a massa fina e cortam-se rodelas que se recheiam com uma mistura de amêndoa ou avelã moída, açúcar e cardamomo; fecham-se no feitio dum rissol e assam-se em forno brando até ficarem dourados. 